# Melanostomias paucilaternatus
Melanostomias paucilaternatus är en fiskart som beskrevs av Nikolai V. Parin och Pokhil'skaya, 1978. Melanostomias paucilaternatus ingår i släktet Melanostomias och familjen Stomiidae. Inga underarter finns listade i Catalogue of Life.